# Wocking
Wocking ist ein Dorf in der Katastralgemeinde Wohlfahrtsbrunn in der Gemeinde Bergland, Niederösterreich.

## Geografie
Das Dorf liegt östlich von Wohlfahrtsbrunn an Landesstraße L5316. Südlich befand sich die Wasserburg Wocking, ein unregelmäßig viereckiger Bau, der von einem wasserführenden Graben umgeben war. Der Sitz Wocking ist seit 1165 urkundlich belegt und war bis 1838 bewohnt. Heute existiert nurmehr die Grabenanlage.

## Geschichte
Im Franziszeischen Kataster von 1822 ist das Dorf mit mehreren Bauernhöfen und einem herrschaftlichen Gehöft verzeichnet. Auch die Wasserburg scheint als intaktes Bauwerk auf. Laut Adressbuch von Österreich waren im Jahr 1938 in Wocking ein Schmied und einige Landwirte ansässig.

## Persönlichkeiten
- Johann Volkhard von Concin (um 1640–1713), Kämmerer, Hofkammervizepräsident, Wirklicher Geheimer Rat und Obersthofmeister